# 太田都市圏
太田都市圏（おおた・としけん）は、「日本の都市圏設定基準」（金本良嗣・徳岡一幸　『応用地域学研究』No.7, 1-15, (2002)によって提案された群馬県太田市を中心とする都市雇用圏の一つ。一般的な都市圏の定義については都市圏を参照。

## 定義
- 太田市、大泉町を中心市町（中心数2）とする都市雇用圏（10%通勤圏）の人口は44万9748人（2010年国勢調査基準）。
- 中心DID（人口集中地区）人口は11万3708人（2010年）。

### 都市圏の変遷
| 県     | 自治体 ('80) | 1980年                 | 1990年                 | 1995年                 | 2000年                 | 2005年                 | 2010年                 | 2015年                 | 自治体 ('15) |
| ------ | ------------ | ---------------------- | ---------------------- | ---------------------- | ---------------------- | ---------------------- | ---------------------- | ---------------------- | ------------ |
| 群馬県 | 桐生市       | 桐生 都市圏 20万5240人 | 桐生 都市圏 19万2286人 | 桐生 都市圏 18万9176人 | 桐生 都市圏 18万5540人 | 桐生 都市圏 18万0152人 | 前橋 都市圏            | 太田 都市圏 61万3825人 | 桐生市       |
| 群馬県 | 新里村       | 桐生 都市圏 20万5240人 | 桐生 都市圏 19万2286人 | 桐生 都市圏 18万9176人 | 桐生 都市圏 18万5540人 | 桐生 都市圏 18万0152人 | 前橋 都市圏            | 太田 都市圏 61万3825人 | 桐生市       |
| 群馬県 | 黒保根村     | 桐生 都市圏 20万5240人 | 桐生 都市圏 19万2286人 | 桐生 都市圏 18万9176人 | 桐生 都市圏 18万5540人 | 桐生 都市圏 18万0152人 | 前橋 都市圏            | 太田 都市圏 61万3825人 | 桐生市       |
| 群馬県 | 東村         | 桐生 都市圏 20万5240人 | 桐生 都市圏 19万2286人 | 桐生 都市圏 18万9176人 | 桐生 都市圏 18万5540人 | 桐生 都市圏 18万0152人 | 前橋 都市圏            | 太田 都市圏 61万3825人 | みどり市     |
| 群馬県 | 大間々町     | 桐生 都市圏 20万5240人 | 桐生 都市圏 19万2286人 | 桐生 都市圏 18万9176人 | 桐生 都市圏 18万5540人 | 桐生 都市圏 18万0152人 | 前橋 都市圏            | 太田 都市圏 61万3825人 | みどり市     |
| 群馬県 | 笠懸村       | 桐生 都市圏 20万5240人 | 桐生 都市圏 19万2286人 | 桐生 都市圏 18万9176人 | 桐生 都市圏 18万5540人 | 桐生 都市圏 18万0152人 | 前橋 都市圏            | 太田 都市圏 61万3825人 | みどり市     |
| 群馬県 | 藪塚本町     | 桐生 都市圏 20万5240人 | 太田 都市圏 27万3994人 | 太田 都市圏 28万3861人 | 太田 都市圏 28万8046人 | 太田 都市圏 45万3513人 | 太田 都市圏 44万9748人 | 太田 都市圏 61万3825人 | 太田市       |
| 群馬県 | 新田町       | 太田 都市圏 16万1945人 | 太田 都市圏 27万3994人 | 太田 都市圏 28万3861人 | 太田 都市圏 28万8046人 | 太田 都市圏 45万3513人 | 太田 都市圏 44万9748人 | 太田 都市圏 61万3825人 | 太田市       |
| 群馬県 | 尾島町       | 太田 都市圏 16万1945人 | 太田 都市圏 27万3994人 | 太田 都市圏 28万3861人 | 太田 都市圏 28万8046人 | 太田 都市圏 45万3513人 | 太田 都市圏 44万9748人 | 太田 都市圏 61万3825人 | 太田市       |
| 群馬県 | 太田市       | 太田 都市圏 16万1945人 | 太田 都市圏 27万3994人 | 太田 都市圏 28万3861人 | 太田 都市圏 28万8046人 | 太田 都市圏 45万3513人 | 太田 都市圏 44万9748人 | 太田 都市圏 61万3825人 | 太田市       |
| 群馬県 | 大泉町       | 大泉 都市圏 6万3829人  | 太田 都市圏 27万3994人 | 太田 都市圏 28万3861人 | 太田 都市圏 28万8046人 | 太田 都市圏 45万3513人 | 太田 都市圏 44万9748人 | 太田 都市圏 61万3825人 | 大泉町       |
| 群馬県 | 千代田村     | 大泉 都市圏 6万3829人  | 太田 都市圏 27万3994人 | 太田 都市圏 28万3861人 | 太田 都市圏 28万8046人 | 太田 都市圏 45万3513人 | 太田 都市圏 44万9748人 | 太田 都市圏 61万3825人 | 千代田町     |
| 群馬県 | 邑楽町       | 大泉 都市圏 6万3829人  | 太田 都市圏 27万3994人 | 太田 都市圏 28万3861人 | 太田 都市圏 28万8046人 | 太田 都市圏 45万3513人 | 太田 都市圏 44万9748人 | 太田 都市圏 61万3825人 | 邑楽町       |
| 栃木県 | 足利市       | 足利 都市圏 16万5753人 | 足利 都市圏 16万7615人 | 足利 都市圏 16万5588人 | 足利 都市圏 16万3066人 | 太田 都市圏 45万3513人 | 太田 都市圏 44万9748人 | 太田 都市圏 61万3825人 | 足利市       |

- 1982年4月1日 - 千代田村が町制施行し千代田町となる。
- 2005年3月28日 - 太田市、尾島町、新田町、藪塚本町が合併し太田市となる。